# Bruce Fairbairn
Bruce Earl Fairbairn (Vancouver, 30 dicembre 1949 – 17 maggio 1999) è stato un musicista e produttore discografico canadese.

## Biografia
Fairbairn iniziò la propria carriera nel settore della musica suonando la tromba nel gruppo pop canadese Prism. Negli anni ottanta divenne produttore discografico a Vancouver, in Columbia Britannica (Canada); negli studi della sua Little Mountain Sound furono realizzati album come The Razors Edge degli AC/DC, Permanent Vacation e Pump degli Aerosmith, Slippery When Wet dei Bon Jovi (in cui tra l'altro Fairbairn suonò anche le percussioni e il corno), Psycho Circus dei Kiss e altri lavori soprattutto heavy metal e hard rock (Mötley Crüe, Poison, Scorpions, Honeymoon Suite e altri).
La fama di Fairbairn fece di Vancouver una meta importante per le grandi band che volevano produrre album di qualità. Fairbairn lanciò anche numerosi altri giovani produttori e ingegneri del suono di talento, fra cui Bob Rock, Randy Staub e Mike Plotnikoff.
Nel 1995 Fairbairn acquistò gli Armory Studios, sempre a Vancouver, insieme al suo amico Jim Vallance. Fra le band che vennero agli Armory a registrare ci furono The Cranberries, Van Halen, gli INXS e gli Yes. Fairbairn stava ultimando l'album The Ladder degli Yes, il 17 maggio 1999, quando morì nel sonno, all'età di 49 anni, nella sua casa di Vancouver. 

Alla cerimonia commemorativa in suo onore, "A Celebration of the Life of Bruce Earl Fairbairn", si presentarono oltre 300 persone; Jon Anderson, Steve Howe, Tom Keenleyside, David Sinclair e il figlio Brent suonarono alla sua memoria.
Nel 2000, il nome di Bruce Fairbairn è stato introdotto nella Canadian Music Hall of Fame, con un premio Juno.
Ha partecipato ad un episodio della terza serie del telefilm supercar interpretando il personaggio di Charlie Winters

## Album prodotti
- 1977: Prism - Prism
- 1978: Prism - See Forever Eyes
- 1979: Prism - Armageddon
- 1980: Prism - Young and Restless
- 1980: Loverboy - Loverboy (2x Platinum)
- 1980: The Skids - Days in Europa (Second Version)
- 1981: Loverboy - Get Lucky (4x Platinum)
- 1982: Strange Advance - Worlds Away
- 1982: Kasim Sulton - Kasim[1]
- 1983: Blue Öyster Cult - The Revölution by Night
- 1983: Loverboy - Keep It Up (2x Platinum)
- 1984: Krokus - The Blitz (Gold)
- 1984: Fast Forward - Living in Fiction
- 1985: Black n' Blue - Without Love
- 1985: Honeymoon Suite - The Big Prize
- 1986: Bon Jovi - Slippery When Wet (12x Platinum)
- 1987: Aerosmith - Permanent Vacation (5x Platinum)
- 1987: Rock and Hyde - Under the Volcano
- 1987: Loverboy - Wildside (Gold)
- 1988: Dan Reed Network - Dan Reed Network
- 1988: Bon Jovi - New Jersey (7x Platinum)
- 1989: Aerosmith - Pump (7x Platinum)
- 1989: Stairway to Heaven/Highway to Hell
- 1989: Gorky Park - Gorky Park
- 1990: AC/DC - The Razors Edge (5x Platinum)
- 1990: Paul Laine - Stick it in Your Ear
- 1990: Poison - Flesh & Blood (3x Platinum)
- 1991: Dan Reed Network - The Heat
- 1991: AC/DC - Live (3x Platinum)
- 1993: Aerosmith - Get a Grip (7x Platinum)
- 1993: Scorpions - Face the Heat (Gold)
- 1994: Jackyl - Push Comes to Shove (Gold)
- 1995: Van Halen - Balance (3x Platinum)
- 1995: Chicago - Night and Day: Big Band
- 1996: The Cranberries - To the Faithful Departed (2x Platinum)
- 1997: INXS - Elegantly Wasted
- 1998: KISS - Psycho Circus (Gold)
- 1998: Atomic Fireballs - Torch This Place
- 1999: Yes - The Ladder